# البهائية في إندونيسيا
"بحسب رابطة أرشيفات بيانات الأديان لعام 2015، لا تتوفر إحصاءات دقيقة عن عدد البهائيين في إندونيسيا. ويواجه البهائيون هناك أشكالًا من التمييز الحكومي.

## تاريخ
يمكن إرجاع وجود الديانة البهائية في إندونيسيا إلى أواخر القرن التاسع عشر، عندما زار اثنان من البهائيين ما يُعرف الآن بإندونيسيا، بالإضافة إلى العديد من دول جنوب شرق آسيا الأخرى. كانت جزر مينتاواي واحدة من أوائل المناطق خارج الشرق الأوسط والعالم الغربي حيث حدثت أعداد كبيرة من التحولات إلى الدين، بدءًا من عام 1957. في عام 2014، أنشأت الجماعة البهائية الدولية (BIC) مكتبًا إقليميًا في جاكرتا.

## الوضع القانوني والتمييز
حُظرت أنشطة الديانة البهائية في إندونيسيا في عام 1962 بناءً على المرسوم الرئاسي رقم 264 لعام 1962 الذي أصدره الرئيس سوكارنو. ثم أُلغي المرسوم في عام 2000 بموجب المرسوم الرئاسي رقم 69 لعام 2000 من قبل الرئيس عبد الرحمن وحيد.

ومع ذلك، لا يزال المجتمع البهائي الإندونيسي يواجه التمييز. يبدو أن القبول الاجتماعي كان أعظم خلال الفترة الاستعمارية الهولندية مقارنة بفترة النظام الجديد وفترة الإصلاح اللاحقة. في عام 2002، أصدر مجلس العلماء الإندونيسي فتوى تحرم دفن البهائيين في الأماكن العامة. أشارت ورقة بحثية صدرت عام 2011 إلى أشكال مختلفة من التمييز ضد المجتمع البهائي الصغير في بلدة كانجان، بانيوانجي، شرق جاوة. وعلاوة على ذلك، ذكرت اللجنة الأمريكية للحرية الدينية الدولية في تقريرها لعام 2016:
لا يزال المجتمع البهائي في إندونيسيا يعاني من التمييز الحكومي بسبب إيمانه. وعلى الرغم من تصريح وزير الشؤون الدينية لقمان في عام 2014 بأن البهائية يجب أن يُعترف بها كدين محمي بموجب الدستور، فإن الحكومة لم تغير سياستها الرسمية. لا يتمكن أتباع البهائية من الحصول على اعتراف الدولة بالزواج المدني، كما أن فرصهم التعليمية محدودة، ويجب عليهم ذكر دين آخر غير دينهم على بطاقات الهوية الخاصة بهم. ولم يُسمح إلا مؤخرًا لبعض البهائيين بترك حقل الديانة فارغًا على بطاقات الهوية الخاصة بهم. على الرغم من أن بعض المدارس تسمح الآن للبهائيين بتقديم تعليمهم الديني الخاص، إلا أن التعليم البهائي ليس جزءًا من المنهج الرسمي للدين الذي وضعته هيئة المعايير الوطنية، ويضطر بعض الطلاب البهائيين بدلاً من ذلك إلى دراسة البروتستانتية أو الكاثوليكية.

## إحصائيات
بلغ عدد أتباع هذه الديانة حوالي 22800 شخص في إندونيسيا في عام 2010، وفقًا لتقديرات جمعية أرشيفات بيانات الأديان (ARDA) استنادًا إلى بيانات من الموسوعة المسيحية العالمية . في ملفها الشخصي لعام 2015 عن البلاد، لاحظت منظمة ARDA أنه في حين ادعت الجماعة البهائية الإندونيسية أن عدد أعضائها يصل إلى الآلاف، إلا أنه لا توجد أرقام موثوقة متاحة.

## روابط خارجية
- الموقع الرسمي (باللغة الإندونيسية)
- الجماعة البهائية الدولية – مكتب جاكرتا